# رأب الصفن
رأب الصفن أو تقويم الصفن (بالإنجليزية: Scrotoplasty)‏ هو جراحة تجميلية أو تعويضية لكيس الصفن.
كجزء من الخيارات الجراحية للرجال المتحولين، فإن رأب الصفن هي واحدة من العديد من العمليات التي يتم إجراؤها لتحويل أو إصلاح الأعضاء التناسلية الخارجية إلى قضيب وكيس الصفن.
في هذا الإجراء، يتم تشريح انالشفرين الكبيرين لتشكيل تجاويف، وتوحيدها إلى ما يقارب الصفن. قد يقوم الجراح أو لا يقوم باستخدام نوع من تمدد الأنسجة قبل العملية إذا لم يكن هناك نسيج جلدي كاف. بعد ذلك، يمكن إدراج الخصية الاصطناعية للسيليكون لملء كيس الصفن الجديد لتعزيز الشكل والمظهر